# Saint-Aubin (Fribourg)
Pour les articles homonymes, voir Saint-Aubin.
Saint-Aubin (Chin t'Obin  en patois fribourgeois) est une localité et une commune suisse du canton de Fribourg, située dans le district de la Broye.

## Géographie
Saint-Aubin (471 m) est situé sur le côté nord de la plaine de la Broye, à 9 km au nord-est de Payerne. Le territoire de la commune s'étend de la Broye au sud, au travers de la plaine, intensivement cultivée, de la Broye, jusqu'à une partie, un peu plus élevée, où se situe le village.
En plus du village de Saint-Aubin, la commune comprend le village de Les Friques, à la suite de la fusion avec la commune du même nom, Les Friques et Villars-le-Grand dans le canton de Vaud ne forment en fait qu'une seule localité. Les communes voisines de Saint-Aubin sont Belmont-Broye (sud), Delley-Portalban (nord), Vallon (ouest) ainsi qu'Avenches (sud-est), Missy (sud-ouest) et Vully-les-Lacs (nord-est) dans le canton de Vaud.
Saint-Aubin mesure 7,88 km2. 10,4 % de cette superficie correspond à des surfaces d'habitat ou d'infrastructure, 81,3 % à des surfaces agricoles, 6,5 % à des surfaces boisées et 1,9 % à des surfaces improductives.

## Population et société

### Gentilé
Les habitants de la commune se nomment les Saint-Aubinois.
Ils sont surnommés lè Poarta-Crîtse-Trèna-Crå en patois fribourgeois, soit ceux qui portent la hotte et traînent la croix.

### Démographie
Saint-Aubin compte 1 970 habitants en 2023. Sa densité de population atteint 250 hab./km2.
Saint-Aubin appartient aux communes moyennes du canton de Fribourg. La population de Saint-Aubin s’élevait à 664 habitants en 1900. Au cours du XXe siècle, la population varia entre 650 et 720 habitants, un accroissement significatif de la population a été enregistré depuis 1960 (650 habitants) avec un doublement de la population en 40 ans. La langue officielle est le français, parlée par 88,9 % de la population, 6,1 % de la population parle allemand et 1,5 % albanais (2000). Le graphique suivant résume l'évolution de la population de Saint-Aubin entre 1850 et 2008 :

## Économie
La commune abritait un centre de recherche animale de Novartis qui est constitué de laboratoires, d'une gigantesque ferme et d'un domaine agricole de 100 hectares. Les domaines de recherche du centre sont la parasitologie[réf. nécessaire]. Le site de Novartis a été vendu récemment (courant 2014) à la société Elanco qui à quelques mois plus tard fermé définitivement le site avec la perte d'environ 60 emplois ainsi que le sort des animaux dont très peu d'informations ont été diffusées. Après quelques années d'inactivité, le site obtient de la part du canton de Fribourg qui en est le propriétaire, un investissement de 21,8 millions de francs. La société AgriCo, Swiss campus for agri and food innovation gère le développement de ce nouveau site et prévoit, entre autres, l'implantation d'un gigantesque abattoir à volaille industrielle engraissée au soja qui encourage la déforestation amazonienne. Environ 50 millions de poulets par année seront décapités avec innovation; en effet la mise à mort se fera par gazage au lieu de l'électrocution. L'agriculture, plusieurs petits commerces ainsi que plusieurs PME sont également les principaux moteurs de l'économie du village.

## Projets
Le Canton de Fribourg projette l'implantation à Saint-Aubin d'un atelier de Transformation de Volaille (ATV, ou plus simplement un abattoir à poulets) sur le site d'AgriCo, site pourtant prévu pour être consacré à l'innovation agro-alimentaire.
Madame Tina Raetzo, membre du Conseil d'État de Fribourg, s'en inquiète au travers d'une question déposée le 21 avril 2023.
Le 22 novembre 2022, une pétition citoyenne avec 3607 signatures contre cette implantation a été remise à la Chancellerie du Canton de Fribourg.
Le 4 avril 2023, le Conseil d'État (CE) répond aux pétitionnaires qu'il ne donnera pas suite à la pétition, car le CE favorise l'aspect financier avant tout autre considération.
Lors de l'assemblée communale du 12 décembre 2022, le Syndic de la commune de Saint-Aubin revient sur la pétition déposée contre l'abattoir. Il affirme que le site AgriCo est un projet privé dont la commune n'a pas le choix des entreprises qui s'installeront.
Mi-2024, la mise à l'enquête du permis de construire a été déposée.
Plus de 1'800 oppositions ont été déposées à St-Aubin.
Des associations environnementales se sont déjà engagées contre ce projet:
- https://www.greenpeace.ch/fr/communique-de-presse/110878/mega-abattoir-micarna-a-st-aubin-greenpeace-suisse-fait-opposition-aux-permis-de-construire/

Aussi, certains citoyens s'engagent avec leurs moyens pour réagir face à ce projet :
- https://sites.google.com/view/agricooui-abattoirnon/accueil

- https://ecotransition-labroye.ch/

(ce chapitre "Projets" se fait régulièrement supprimer par un utilisateur qui a des intérêts personnels à ce que le projet de poulet industriel se concrétise à Saint-Aubin)

## Histoire
Saint-Aubin fait partie de la seigneurie de Grandcour jusqu'en 1443. À cette date, le village est érigé en seigneurie. Le village de Saint-Aubin fut totalement détruit en 1440 à la suite d'un énorme incendie. Après quelques années de reconstruction, le village fut totalement reconstitué autour d'un château (qui est celui en place actuellement) jusqu'en 1460.

## Monuments et curiosités
- En haut du village sur la place, l’église Saint-Aubin mentionnée dès 1166, reconstruite entre 1516 et 1519, et rénovée en 1949-51. Le clocher date de 1630[6]. Le bâtiment consiste en un édifice à trois nefs et chœur polygonal avec un beau voûtement sur croisées d'ogives. Dans le chœur, tabernacle et piscine gothiques[7],[8],[9].
- Le château de Saint-Aubin est un édifice carré avec tours aux angles. Sur la façade, tour-escalier polygonale datée de 1631[7].
- La chapelle des Friques (Route de la Côte-aux-Moines 7) dédiée à l'Immaculée Conception et à Saint-Nicolas a été édifiée en 1757-1758. Ses vitraux ont été réalisés en 1981 par Émile Aebischer, alias Yoki[10].
- Malgré l'ampleur des projets industriels et la démographie croissante, la commune n'est gérée que par quelques conseillers communaux, dont principalement un Syndic de Sursee (ex-Crédit Suisse).
- L'école obligatoire du village aménage des périodes de catéchisme. C'est encore aux parents de faire la demande expresse pour dispenser leurs enfants.

## Jumelage
Mêda (Portugal), District de Guarda, depuis le 22 mai 2009.